# Aptiv
Aptiv , anciennement Delphi, est une entreprise américaine spécialisée dans la conception et la fabrication d'équipements pour l'automobile issue d'une scission de General Motors le 20 mai 1999. Son siège se situe dans la ville de Troy (Michigan).

## Histoire
En 1999, General Motors alors propriétaire décide de faire sortir Delphi du groupe afin d'augmenter sa part de marché. La principale justification donnée était la frilosité d'autres constructeurs à faire appel à un équipementier détenu par un groupe concurrent. GM en reste néanmoins actionnaire et son principal client.
Le 8 octobre 2005, l'entreprise fait appel à la protection de loi sur les faillites (chapitre 11). Le 31 mars 2006, elle annonce la fermeture ou la vente de 21 des 29 usines en sa possession aux États-Unis. Elle quitte la protection de la loi sur les faillites le 7 octobre 2009.
En octobre 2012, Delphi acquiert la division véhicules motorisés (MVL) de FCI, un des spécialistes mondiaux de connecteurs, et ancienne filiale d'AREVA, pour un montant évalué à 765 millions d'euros.
En février 2015, Mahle acquiert l'activité de gestion de la chaleur, comprenant les systèmes de refroidissements et d'air conditionné, qui comprend 7 600 employés, de Delphi pour 727 millions d'euros.
En juillet 2015, Delphi acquiert HellermannTyton, équipementier britannique spécialisé dans les câbles, pour 1,7 milliard de dollars.
En octobre 2017, Delphi acquiert nuTonomy, une start-up spécialisée dans les véhicules autonomes qui a signé un partenariat avec PSA début 2017 pour déployer des milliers de taxis autonomes PSA dans le monde à partir de 2019,.
En mai 2017, Delphi annonce la scission de l'entreprise en deux entreprises distinctes, l'une spécialisée dans ses techniques de pointe en mobilité et conduite autonome, l'autre spécialisée dans la gestion moteur et l'activité rechange.
Le 5 décembre 2017, Delphi se sépare en deux entreprises listées individuellement en bourse, Aptiv et Delphi Technologies.
En janvier 2022, Aptiv annonce acquérir Wind River, une entreprise de logiciel, pour 4,3 milliards de dollars.

## Activité
Delphi est l'un des plus gros fabricants de son secteur et emploie, en 2018, environ 143 000 employés à travers le monde (185 000 en 2005) dont 18 900 aux États-Unis (50 000 en 2005). Le groupe travaille sur 167 sites qu'il possède à travers le monde, participe à 41 coentreprises, 53 centrales d'achat et 33 centres techniques dans 38 pays. En France, ses principaux concurrents sont Bosch et Valeo.
Ses principales productions sont :
- Produits associés aux architectures électriques et électroniques : connecteurs, câblages, harnais, systèmes électriques et dispositifs de distribution sécurisée de charge haute-tension pour véhicules hybrides
- Dispositifs de sécurité et électroniques : modules de commande de carrosserie, dispositifs de réception, systèmes de connectivité et d'info-divertissement, produits électroniques pour véhicules hybrides, produits électroniques de sécurité active et passive, affichages et produits mécatroniques.

### Sites de production en France
Delphi possède trois sites de production en France : Blois, Épernon et Saint-Aubin-du-Cormier.
En octobre 2016, Delphi annonce la fermeture du site de Saint-Aubin-du-Cormier en juin 2018.

## Actionnaires
Liste de principaux actionnaires au 28 octobre 2018.
| T. Rowe Price Associates          | 17,7 % |
| The Vanguard Group                | 8,96 % |
| Massachusetts Financial Services  | 4,45 % |
| SSgA Funds Management             | 4,21 % |
| Artisan Partners                  | 2,91 % |
| BlackRock Fund Advisors           | 2,43 % |
| Norges Bank Investment Management | 2,41 % |
| Perkins Investment Management     | 2,33 % |
| Lazard Asset Management           | 2,29 % |
| Generation Investment Management  | 2,21 % |